# Ecuador-Fischratte
Die Ecuador-Fischratte (Anotomys leander) ist ein wenig bekanntes Nagetier aus den nördlichen Hochanden Ecuadors.

## Beschreibung
Die Kopfrumpflänge beträgt 10 bis 12 Zentimeter, hinzu kommen 13 bis 15 Zentimeter Schwanz. Das Fell ist oberseits schiefergrau und unterseits grauweiß gefärbt. Am Ohr befindet sich ein kennzeichnender weißer Fleck. Die Ohren sind äußerlich kaum sichtbar, die Ohröffnungen in Anpassung an ein aquatisches Leben verschließbar – eine Fähigkeit, die sich bei verwandten wasserbewohnenden Nagetieren nicht findet. Trotz ihres Namens frisst die Ecuador-Fischratte eher kleinere Tiere als Fische und ist weniger gut als die verwandten eigentlichen Fischratten (Ichthyomys) an die Fischjagd angepasst.

## Vorkommen und Bestand
Über Jahrzehnte war die Ecuador-Fischratte nur durch wenige Exemplare bekannt, bis der Zoologe Robert Voss 1978 bis 1980 die Tiere eingehend an einem Bergbach an den Hängen des Pichincha studieren konnte. Alle Exemplare dieser Art wurden in Höhen zwischen 3600 und 3755 Metern gesehen, sind also ausgesprochene Hochgebirgsbewohner.
Die IUCN listet die Ecuador-Fischratte als „stark gefährdet“ (endangered), wobei die Daten mehr als zehn Jahre alt sind.